# 上港湖
上港湖，亦作双港湖，是一个位于中国江西省鄱阳县的湖泊，面积约为3平方千米。

## 概述
汛期与鄱阳湖相连接。水面季节性变化大。位于双港乡西部，东南邻聂家、常乐，西北靠西山，西接鄱阳湖。冬季为天鹅、野鸭等野生动物栖息地。